# جو هووبر
جو هووبر (بالإنجليزية: Joe Hooper)‏ هو عسكري أمريكي، ولد في 8 أغسطس 1938 في بييمونتي في الولايات المتحدة، وتوفي في 6 مايو 1979 في لويفيل في الولايات المتحدة.